# ويليام هنري دراموند
ويليام هنري دراموند هو كاتب وصحفي وشاعر كندي، ولد في 13 أبريل 1854 في Mohill ‏ في جمهورية أيرلندا، وتوفي في 6 أبريل 1907 في محافظة كوبالت ‏ في كندا.

## وصلات خارجية
- ويليام هنري دراموند على موقع الموسوعة البريطانية (الإنجليزية)